# Napaskiak
Napaskiak (Napaskiaq en langue Yupik) est une ville d'Alaska aux États-Unis dans la Région de recensement de Bethel dont la population était de 405 habitants en 2010.

## Situation - climat
Elle est située sur la rive est de la rivière Kuskokwim à 11 km au sud-est de Bethel.
Les températures moyennes sont de 6 °C à 17 °C en été et de −19 °C à −7 °C en hiver.

## Histoire et activités locales
L'endroit a été depuis longtemps occupé par les Yupiks. Le village a été référencé pour la première fois en 1867. En 1880 il y avait 196 habitants, mais la population a diminué dès 1890 jusqu'à tomber à 67 personnes en 1939.
Il y a une école, et les habitants pratiquent une économie de subsistance à base de chasse et de pêche. Ils sont ravitaillés l'été par des transports fluviaux de marchandises, ainsi que par le transport aérien sur l'aérodrome local et par hydravions.

## Démographie
| 1880 | 1890 | 1940 | 1950 | 1960 | 1970 |
| ---- | ---- | ---- | ---- | ---- | ---- |
| 96   | 97   | 67   | 121  | 154  | 188  |

| 1980 | 1990 | 2000 | 2010 | - | - |
| ---- | ---- | ---- | ---- | - | - |
| 244  | 328  | 390  | 405  | - | - |

## Sources et références
- (en) CIS

- (en) Cet article est partiellement ou en totalité issu de l’article de Wikipédia en anglais intitulé « Napaskiak, Alaska » (voir la liste des auteurs).